# Terra Mystica
Terra Mystica (укр. Містична земля) — настільна гра, створена у 2012 році для 2-5 гравців. Її авторами є Єнс Дрьогемюллер і Гельґе Остертак, а оформленням займався Денніс Лоґгаузен. В Німеччині гра видана видавництвом Feuerland Spiele. Вона отримала низку нагород, серед яких Deutscher Spiele Preis 2013 року .

## Механіка гри
У Terra Mystica гравці беруть на себе роль одного з 14 народів, кожен з яких має унікальні властивості. Ігрове поле складається з 7 різних ландшафтів, і кожен народ має один з ландшафтів в якості домашнього ландшафту. За допомогою будівель на ігровому полі гравці отримують дохід. Для того, щоб колонізувати нову область, вона повинна відповідати домашньому ландшафту народу. Ландшафти можна змінювати за допомогою тераформування, при цьому деякі ландшафти перетворити легше, ніж інші. На вже заселених полях можна будувати покращені будівлі.
Іншим важливим аспектом є цикл могутності. Будівництво сусідніх будівель іншими гравцями дозволяє отримувати могутність, яку можна обміняти на ресурси або лопати для тераформування. Крім того, розширення деяких будівель коштує дешевше, якщо сусіднє поле зайняте іншим гравцем. Загалом, ці механізми призводять до великої взаємодії між гравцями. Сусіди є бажаними для отримання могутності та зменшення вартості будівництва. Водночас завжди є ризик, що сусіди можуть обмежити бажане розширення.
Переможні очки гравці отримують у кожному з шести раундів за будівництво будівель, заснування міст або виконання дій, які залежать від особливостей їхнього народу. Наприкінці гри підраховуються додаткові очки за розширення території на ігровому полі та за прогрес у релігійних або магічних сферах.

## Нагороди
- 2013 Deutscher Spiele Preis, 1-е місце[2]
- 2013 International Gamers Award, багатокористувацька стратегічна гра, 1-е місце[3]
- 2013 Jogoeu User's Game, гра для дорослих року, 1-е місце[4]
- 2013 Hra Roku, гра року[4]
- 2013 Gouden Ludo, переможець[5]
- 2013 Le Tric Trac d'Or[6]
- 2013 Nederlandse Spellenprijs, найкраща гра для досвідченних гравців[7]

## Критика та вплив
Станом на травень 2017 року ця гра займала четверте місце в рейтингу BoardGameGeek і згадувалася як одна з найвпливовіших настільних ігор останнього десятиліття.
Раян Мельтзер з The Dice Tower дав грі загалом схвальну оцінку, а Том Васел з The Dice Tower висловив змішану думку, зауваживши, що не може бути впевненим у збалансованості гри, доки не зіграє в неї набагато більше разів.
Система покращень у «Terra Mystica» надихнула на створення подібної системи в Коса.